# Вілла-Гайтс (Вірджинія)
Вілла-Гайтс (англ. Villa Heights) — переписна місцевість (CDP) в США, в окрузі Генрі штату Вірджинія. Населення — 638 осіб (2020).

## Географія
Вілла-Гайтс розташована за координатами 36°42′8″ пн. ш. 79°53′41″ зх. д. / 36.70222° пн. ш. 79.89472° зх. д. (36.702171, -79.894608).  За даними Бюро перепису населення США в 2010 році переписна місцевість мала площу 2,50 км², з яких 2,48 км² — суходіл та 0,01 км² — водойми.

## Демографія
Згідно з переписом 2010 року, у переписній місцевості мешкало 717 осіб у 292 домогосподарствах у складі 194 родин. Густота населення становила 287 осіб/км².  Було 350 помешкань (140/км²).
Расовий склад населення:
| - 67,8 % — білих - 30,1 % — чорних або афроамериканців - 0,1 % — азіатів - 1,0 % — осіб інших рас |

До двох чи більше рас належало 1,0 %. Частка іспаномовних становила 4,3 % від усіх жителів.
За віковим діапазоном населення розподілялося таким чином: 23,8 % — особи молодші 18 років, 57,1 % — особи у віці 18—64 років, 19,1 % — особи у віці 65 років та старші. Медіана віку мешканця становила 40,4 року. На 100 осіб жіночої статі у переписній місцевості припадало 86,2 чоловіків;  на 100 жінок у віці від 18 років та старших — 81,4 чоловіків також старших 18 років.
Середній дохід на одне домашнє господарство  становив 29 268 доларів США (медіана — 29 375), а середній дохід на одну сім'ю — 29 629 доларів (медіана — 38 274). Медіана доходів становила 23 906 доларів для чоловіків та 12 241 долар для жінок. За межею бідності перебувало 17,7 % осіб, у тому числі 61,3 % дітей у віці до 18 років та 17,9 % осіб у віці 65 років та старших.
Цивільне працевлаштоване населення становило 149 осіб. Основні галузі зайнятості: освіта, охорона здоров'я та соціальна допомога — 40,9 %, виробництво — 30,2 %, фінанси, страхування та нерухомість — 12,1 %, науковці, спеціалісти, менеджери — 10,1 %.